# Nafplio
Nafplio (græsk: Ναύπλιο; alt. skrivemåder: Nauplio, Nauplion, Nafplion, Navplioner) er en havneby på halvøen Peloponnes i det sydlige Grækenland. Nafplio er administrativ hovedstad i præfekturet Argolis. Byen ligger inderst i Den Argoliske Bugt og har ca. 14.532(2021) indbyggere.
Nafplio var hovedstad i den første græske republik og Grækenland fra starten af Den græske uafhængighedskrig i 1821 til 1834.